# (400796) Douglass
Pour les articles homonymes, voir Douglass.
(400796) Douglass est un astéroïde de la ceinture principale.

## Description
(400796) Douglass est un astéroïde de la ceinture principale. Il fut découvert le 31 mars 2010 aux États-Unis par le programme WISE. Il présente une orbite caractérisée par un demi-grand axe de 2,64 UA, une excentricité de 0,27 et une inclinaison de 15,5° par rapport à l'écliptique.